# Skład Kancelarii Prezydenta Aleksandra Kwaśniewskiego
Kancelaria Prezydenta Aleksandra Kwaśniewskiego (od 23 grudnia 1995 do 22 grudnia 2005) 
Szefowie Kancelarii Prezydenta
- Danuta Waniek (SLD) – szef Kancelarii Prezydenta od 3 stycznia 1996 do 2 grudnia 1997
- Danuta Hübner – szef Kancelarii Prezydenta od 2 grudnia 1997 do 13 listopada 1998
- Ryszard Kalisz – p.o. szefa Kancelarii Prezydenta od 13 listopada 1998 do 12 czerwca 2000
- Jolanta Szymanek-Deresz – szef Kancelarii Prezydenta od 12 czerwca 2000 do 18 października 2005
- Edward Stanisław Szymański – p.o. szefa Kancelarii Prezydenta od 18 października 2005 do 22 grudnia 2005

Szefowie Gabinetu Prezydenta
- Marek Ungier (SdRP, bezp.) − szef Gabinetu Prezydenta od 23 grudnia 1995 do 31 grudnia 2004
- Waldemar Dubaniowski − szef Gabinetu Prezydenta od 20 stycznia 2005 do 22 grudnia 2005

Sekretarze stanu
- Marek Ungier – sekretarz stanu od 23 grudnia 1995 do 30 grudnia 2004
- Jerzy Milewski (ur. 1935, zm. 1997) – sekretarz stanu od 3 stycznia 1996 do 13 lutego 1997
- Marek Siwiec (SLD) – sekretarz stanu od 3 stycznia 1996 do 17 czerwca 2004
- Barbara Labuda – sekretarz stanu od 27 stycznia 1998 do 27 października 2005
- Ryszard Kalisz (SLD) – sekretarz stanu od 1 grudnia 1997 do 13 czerwca 2000 i od 2 listopada 2000 do 22 grudnia 2000
- Dariusz Szymczycha – sekretarz stanu od 2 stycznia 2002 do 22 grudnia 2005
- Waldemar Dubaniowski – sekretarz stanu od 20 stycznia 2005 do 22 grudnia 2005
- Jerzy Bahr – sekretarz stanu od 1 marca 2005 do 22 grudnia 2005

Podsekretarze stanu
- Szymon Kociszewski – podsekretarz stanu od 3 stycznia 1996 do 31 października 1996
- Andrzej Gliniecki – podsekretarz stanu od 3 stycznia 1996 do 30 listopada 1997
- Zbigniew Siemiątkowski (SLD) – podsekretarz stanu od 3 stycznia 1996 do 7 lutego 1996
- Krzysztof Janik (SdRP) – podsekretarz stanu od 3 stycznia 1996 do 30 października 1997
- Andrzej Majkowski – podsekretarz stanu od 3 stycznia 1996 do 22 grudnia 2005
- Wojciech Lamentowicz – podsekretarz stanu od 3 stycznia 1996 do 15 września 1997
- Antoni Styrczula – podsekretarz stanu od stycznia 1996 do 1 marca 1998
- Edward Stanisław Szymański – podsekretarz stanu od 1 listopada 1996 do 22 grudnia 2005
- Robert Smoleń – podsekretarz stanu od 1 marca 1997 do 18 października 2001
- Marek Dukaczewski – podsekretarz stanu od 1 marca 1997 do listopada 2001
- Danuta Hübner – podsekretarz stanu od 2 grudnia 1997 do 13 listopada 1998
- Andrzej Śmietanko (PSL) – podsekretarz stanu od 16 listopada 1998 do 6 listopada 2001
- Jolanta Szymanek-Deresz – podsekretarz stanu od 3 stycznia 2000 do 18 października 2005
- Jan Truszczyński – podsekretarz stanu od 1 lutego 2001 do 22 października 2001
- Tadeusz Bałachowicz – podsekretarz stanu od 29 listopada 2004 do 22 grudnia 2005

Rzecznik prasowy
- Antoni Styrczula – rzecznik prasowy Prezydenta od stycznia 1996 do 1 marca 1998